# Castillo de Medellín
El castillo de Medellín es una fortaleza del siglo xiii, ubicado en un elevado  cerro en la margen izquierda del río Guadiana,  junto a la población de Medellín del municipio español homónimo y situado a unos 103 km de Badajoz, capital de la provincia del mismo nombre, en la comunidad autónoma de Extremadura, a 44 km de Mérida y a 89 km de Cáceres. Se encuentra emplazado sobre una colina junto al Guadiana y a la localidad y presenta una planta irregular aproximada a la de una elipse.Fue declarado monumento histórico artístico, antecedente de la figura de bien de interés cultural el 3 de junio de 1931.

## Historia
El imperio romano estableció en el año 74 d. C. un campamento en lo que en la actualidad es la zona urbana, dando lugar al origen de la ciudad. Los escritos de los historiadores musulmanes son muy antiguos y tanto  Al-Bakrí en el siglo X como Al-Idrisi en el siglo XII ya hacían referencia al castillo, del que decían que «estaba muy bien poblado».
Después de la conquista del castillo en el año 1234 por  Fernando III el Santo perteneció a varios dueños durante el siglo XIV, todos  ellos muy belicosos por lo que la fortaleza sufrió múltiples desperfectos, destrucciones y reformas sucesivas. Cuando Alfonso de Alburquerque era alcalde del castillo, el rey  Pedro I mandó destruir totalmente el castillo ya que el citado alcalde le había recriminado su infidelidad a su esposa Leonor de Aragón ya que el rey mantenía amores con María de Padilla.

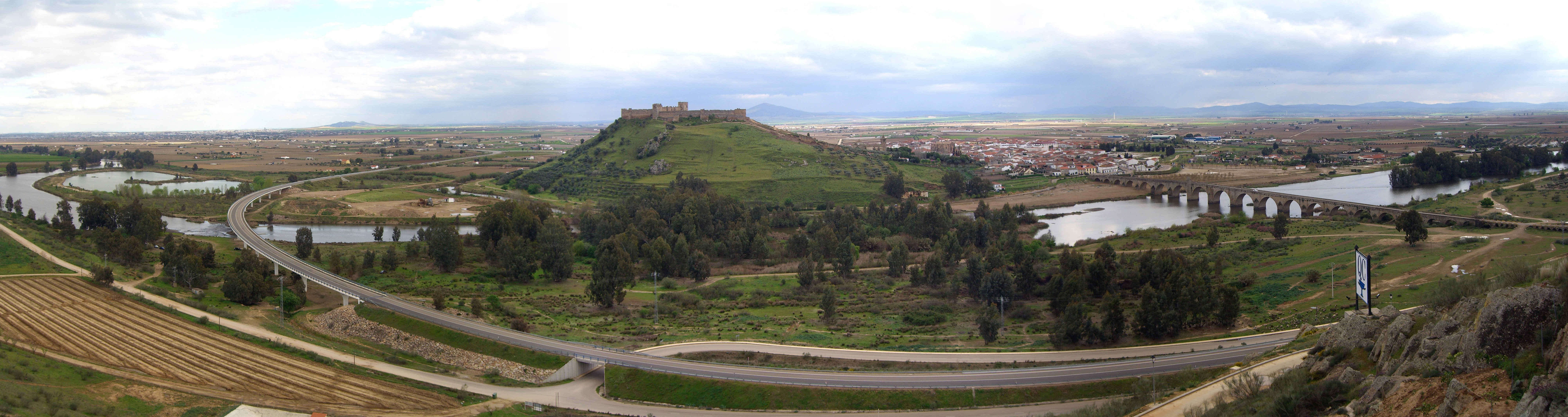
Ubicación del castillo y la colina sobre la que se erige junto al Guadiana y Medellín.

El castillo lo reconstruyó el rey  Enrique II en el año 1357 si bien no alcanzó su forma definitiva hasta la segunda mitad  del siglo XV para lo que se aprovecharon de las anteriores ruinas algunos de los elementos necesarios para construcción. En esa época era dueño del castillo Rodrigo de Portocarrero Monroy,  Conde de Medellín al que debe de corresponder un escudo jaquelado que corona la puerta gótica del flanco occidental, típica de la época de mediados del siglo XV. A la muerte de este, le correspondió encabezar la casa a su viuda Beatriz de Portocarrero.
Como Beatriz de Portocarrero era muy belicosa, el castillo se vio envuelto en gran número de enfrentamientos durante su mandato sobre la fortificación ya que en los conflictos acerca de la sucesión a la Corona que tuvieron lugar entre los años 1475 y 1479, tomó parte a favor de Juana la Beltraneja al igual que la mayoría de la nobleza extremeña. Los mismos enfrentamientos ocurrieron poco antes entre  Enrique IV y su hermano, el infante don Alfonso. Por todo ello, el castillo tuvo que tomar una serie de medidas en cuanto a la mejora de sus defensas y de su habitabilidad por los posibles cercos a de larga duración a los que estuviese sometido.

## El castillo
El cuerpo principal tiene forma alargada ya que los diferentes lienzos se ajustan a los desniveles del terreno y está dividido en dos mitades por mediante un muro transversal. A poca distancia del recinto principal hay otra muralla periférica aproximadamente paralela a la anterior que hace las funciones de antemuralla o barbacana. De esta muralla exterior se conservan solamente algunos lienzos pero se puede intuir la forma que tenía por el paralelismo citado. También se puede comprobar la existencia de un sistema de seguridad y defensa de los accesos complicados mediante  baluartes y torres en los flancos norte y sur. Juan de Portocarrero fue el promovió la realización de las estructuras defensivas de la  puerta  meridional.
Por lo que respecta al cuerpo principal de la fortaleza, destacan las dos altas torres que hay en el centro de los flancos norte y sur. Estas dos torres están comunicadas mediante conductos y escaleras, no solo entre sí, sino entre las diferentes plantas de cada torre y con los adarves de los muros laterales y la «muralla diafragma». Este diafragma divide en dos la parte principal del castillo y permite una mejor circulación de los defensores y una mayor facilidad defensiva. La tipología de la fortaleza se corresponde con la de finales del siglo XV ya que tiene dos pequeñas torres semicilíndricas, una a cada lado, que reposan sobre ménsulas.
Su interior conserva los restos de una alberca de planta rectangular de origen anterior a la reconquista cristiana (El baño del moro).